# Städter
Städter ist ein expressionistisches Sonett von Alfred Wolfenstein aus dem Jahre 1915.
Das Gedicht thematisiert die Vereinsamung und Anonymität der Menschen in der Großstadt. Die räumliche Enge in der Großstadt zwingt deren Bewohner einerseits zu beinahe hautnahen Begegnungen, andererseits ist gerade dieses enge Miteinander dafür verantwortlich, dass sich die Bewohner mehr und mehr entfremden. Sie leben in einer scheinbar unüberwindbaren Distanz zueinander. Die im Gedicht beschriebene Situation in der Großstadt zu Beginn des 20. Jahrhunderts in Berlin hat sich bis heute kaum verändert. Immer noch und heute sogar umso mehr sind Anonymität und Isolation in der Großstadt fast sprichwörtlich.

## Bekannte Editionen des Gedichts „Städter“

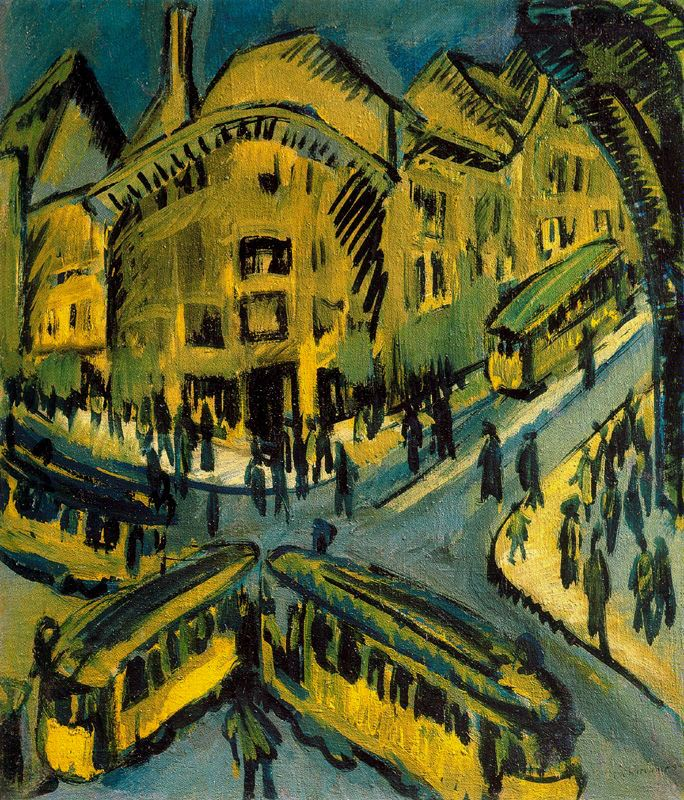
Ernst Ludwig Kirchner – Nollendorfplatz 1912

Es existieren zwei verschiedene Fassungen des Gedichts Städter: Die Erstveröffentlichung in „Die Gottlosen Jahre“ von 1914 sowie die zweite Version in der Menschheitsdämmerung von Kurt Pinthus, 1920.

## Gedichtanalyse (der zweiten Fassung)

### Inhalt und Aufbau
Die erste Strophe beschreibt die allgemeine Situation in der Stadt, nämlich die Enge, wobei vom kleinen Detail, den Fenstern, die „nah wie Löcher eines Siebes“ beieinander stehen (V. 1 f.), zum größeren Panoramablick übergegangen wird. Die Fenster liegen deshalb derart eng beieinander, weil die Häuser so extrem zusammenstehen (vgl. V. 2 f.), dass die Straßen quasi zusammengedrückt werden und „grau geschwollen“ wie „Gewürgte“ wirken (V. 3 f.). Die zweite Strophe spricht dagegen weniger von den unbelebten Elementen der Stadt, sondern von den Bewohnern dieser Stadt ganz allgemein. Sie werden in einer typischen und bezeichnenden Situation gezeigt, nämlich in der Straßenbahn, wo die Personen einander wie „Fassaden“ (V. 6) wortlos gegenübersitzen, zwar „ineinander dicht hineingehakt“ (V. 5), also dicht an dicht, aber ohne wirklich Kontakt zueinander aufzunehmen. Nur die Blicke wandern, versuchen sich in der Enge auszubreiten (vgl. V. 7), ein Ausdruck der „Begierde“ (V. 8), die sich hinter der scheinbaren Emotionslosigkeit verbirgt. Mit dieser Straßenbahnmetapher soll das gesamte beklemmende Leben in der Stadt versinnbildlicht werden, nicht nur die Fahrt mit der Trambahn.
Nach dieser allgemeinen Darstellung der Stadt und ihrer Bewohner wechselt die dritte Strophe auf die Ebene des Persönlichen, was sich vor allem daran zeigt, dass nun ein lyrisches Ich auftritt. Dieses Ich tritt im gesamten Gedicht nur ein einziges Mal auf, nämlich im zweiten Vers des ersten Terzetts (V. 10). Es gibt einem Städter (Stadtbewohner) die Stimme und bewirkt, dass der Leser die Gefühle und Gedanken des Stadtbewohners mitempfinden kann. Der Wechsel der Perspektive vom unpersönlichen „sie“ der beiden Quartette zum „ich“ und „wir“ des ersten Terzetts zeigt sich auch anhand des „lyrischen Wir“ im neunten Vers, das eine Art „Schicksalsgemeinschaft“ ausdrückt. Die Wände der Häuser werden mit dünner Haut verglichen (V. 9), die auch die Städter selbst haben. Der Städter ist seinem Haus schon sehr ähnlich. Aus der Enge resultiert Indiskretion. „Jeder nimmt teil“ (V. 10), wenn geweint wird, aber es ist eben nur ein anonymes Zuhören ohne wirkliche Anteilnahme. Die Geräusche der Stadtbewohner, ja sogar ihr leisestes Geräusch, das Flüstern, wird laut genug, um durch die dünnen Hauswände wie Gegröle zu erschallen. Es könnte aber auch sein, dass das Flüstern aus der nachbarlichen Wohnung dem Städter nur deshalb wie Gegröle vorkommt (V. 11), weil er Angst hat, durch die Hellhörigkeit der Wände unangenehm aufgefallen zu sein. Innerlich sitzen die Stadtbewohner stumm in schwarzen, abgeschlossenen Höhlen (V. 12) und warten darauf, dass jemand sie öffnet (V. 13). Sie trauen sich nicht aus eigenem Antrieb aus dieser Isolation heraus.
Das ganze Gedicht läuft auf sein letztes Wort, das Wort „alleine“ (V. 14) hinaus. Es verdeutlicht, worauf das Gedicht hinweisen möchte: Auf die Vereinsamung der Menschen in der Großstadt. Das erste und das letzte Wort des Gedichts „dicht“ bzw. „nah“ in der zweiten Version (V. 1) und „alleine“ (V. 14) stehen im Gegensatz zueinander. Durch die Gegenüberstellung der beiden Begriffe, erkennt der Leser, dass die Stadtbewohner trotz ihrer räumlichen Nähe zueinander an großer Einsamkeit leiden. Das eigentliche Thema ist, wie der Titel des Gedichts schon aussagt, der Stadtmensch. So beleuchtet Wolfenstein nicht nur die Stadt, sondern kritisiert vielmehr den Menschen als Schuldigen seines Schicksals.

### Äußere Form und ihre Wirkung
Der inhaltlichen Zweiteilung entspricht die formale: In den beiden Quartetten des Sonetts wird das Allgemeine, Generelle beschrieben, während in den Terzetten die Auswirkungen auf den Einzelnen und seine Gefühle dargestellt werden. Das Sonett ist regelmäßig gestaltet: Fast durchgehend wird ein 5-hebiger Trochäus verwendet, nur Vers 13 ist mit vier Hebungen kürzer gehalten. Er zentriert so insbesondere inhaltlich eine der Kernaussagen des Gedichts: Die große Einsamkeit der Stadtbewohner. In den Quartetten liegt ein umarmendes Reimschema vor ([abba cddc]), welches formaler Ausdruck für das Beengte, Aussichtslose des großstädtischen Lebens sein könnte. In den Terzetten findet sich ein strophenübergreifendes Reimschema, das die Reimfolge [efg gef] aufweist.
Die erste Strophe weist eine alternierende Kadenz auf, zuerst männlich (betont), später im eingeschlossenen Reimpaar weiblich (unbetont), dem sich die zweite Strophe mit exakt dem gleichen Muster anschließt. In der dritten und vierten Strophe finden sich unregelmäßige Kadenzen vor, die dritte Strophe endet männlich – weiblich – weiblich, die vierte Strophe endet weiblich – männlich – weiblich.

### Sprachlich-stilistische Gestaltungsmittel und ihre Funktion
Sprachlich kommt in den Strophen eins und zwei vor allem die enge Verwobenheit und Verstrickung von Gebäuden und Menschen in der Stadt zum Ausdruck. Wolfenstein arbeitet hier fast ausschließlich mit Vergleichen(Alliteration z. B. Grau geschwollen wie gewürgte/ggg) zum Beispiel „Nah wie Löcher eines Siebes stehn …“ (V. 1) und Inversionen: „drängend fassen Häuser sich so dicht an“ (V. 2-3). Er benutzt diese Umkehrung der geläufigen Wortstellung bewusst, um die „verkehrte“ Welt der Großstadt besser zu versinnbildlichen.
Das Gedicht beginnt abrupt mit dem invertierten Adjektiv „nah“ (V. 1), das aufgrund des trochäischen Versmaßes betont und dadurch zusätzlich hervorgehoben wird. Untersucht man das Gedicht hinsichtlich der verwendeten Wortfelder, so überwiegen die Elemente der Stadt (Fenster, Häuser, Straße, Trams, Fassade, Wände). In Verbindung mit Adjektiven wie „ineinander“ (V. 5 und 8), „dicht“ (V. 3 und 5), „beieinander“, „hineingehakt“ und „geschwollen“, die alle ein beengtes Gefühl beschreiben, wirkt die Stadt agoraphobisch.
Durch die Verwendung von Personifikationen werden Gegenstände dadurch veranschaulicht, dass sie als vorstellbare Personen dargestellt werden. Dies zeigt sich unter anderem in Vers zwei bis drei („drängend fassen Häuser sich so dicht an“). Häuser können sich nicht anfassen. „Anfassen“ ist eine rein menschliche Handlungsweise. Der Autor nutzt hier das Stilmittel der Personifikation, um den Lesern die Situation der Enge in der Stadt erfahrbar zu machen und die Bedrohlichkeit des ganzen Szenarios zu verdeutlichen. Weitere Personifikationen finden sich in Vers eins bis zwei („stehn Fenster beieinander“) sowie Vers drei bis vier („Straßen grau geschwollen“), jeweils mit dem Ziel, die Häuser der Großstadt zu verlebendigen.
Darüber hinaus findet sich in der 1. Strophe eine Alliteration: „Grau geschwollen wie Gewürgte sehn“ (V. 4). Die betonten Stammsilben der beiden benachbarten Wörter „grau“ und „geschwollen“ besitzen den gleichen Anfangslaut „g“. Durch diese lautliche Auffälligkeit wird bewirkt, dass sich die Worte beim Leser besser einprägen. Die graue und triste Atmosphäre in der Stadt wird so noch deutlicher hervorgehoben.
In Strophe zwei bedient sich Wolfenstein eines Oxymorons: „Leute, wo die Blicke eng ausladen“ (V. 7). Die aufeinander folgenden Begriffe „eng“ und „ausladen“ widersprechen sich. Dieser Widerspruch ist jedoch gewollt und dient der pointierten Darstellung des mehrdeutigen Inhalts, in dem das „Sowohl-als-auch“ des Sachverhalts begrifflich widergespiegelt wird. Die Menschen in der Tram sitzen zwar eng und nah, sind sich aber dennoch fremd. Ebenso die Blicke: Das Paradoxon „eng ausladen“ meint, man schaue sich an, schaue aber dennoch aneinander vorbei.
Bei der Formulierung „ineinander eingehakt“ (V. 5) handelt es sich um eine Verdinglichung, da man Gegenstände verhakt bzw. zusammenbaut, nicht jedoch Menschen. Die Menschen wirken hierdurch kalt und gefühllos wie Gegenstände. Auch die Gesichtsausdrücke werden depersonifiziert (verdinglicht) und mit „Fassaden“ (V. 6), also den Außenwänden von Gebäuden, verglichen. Der Mensch versteckt seine Gefühle hinter dieser Fassade, um seine Einzigartigkeit zu bewahren.
Unter Zuhilfenahme mehrerer Enjambements durchbricht Wolfenstein die Monotonie des Versmaßes. Durch das Übergreifen der Sätze auf die nächste Verszeile (vgl. V. 1-3 sowie V. 6) wird der Sinnzusammenhang über die Versgrenze weitergeführt, was wiederum die Hektik und Schnelligkeit der Großstadt widerspiegelt. Mit dem Fortschreiten des Gedichts werden diese Enjambements immer seltener.
Die dritte und vierte Strophe wechselt auch sprachlich in die persönliche Perspektive. Die Sprache ist deutlich emotionaler gehalten als in den beiden Quartetten, es ist viel von Gefühlen „wenn ich weine“ (V. 10) die Rede. Beide Terzette beginnen mit Vergleichen. In Vers 9 werden die Wände der Häuser mit empfindsam menschlicher Haut verglichen: „Unsere Wände sind so dünn wie Haut“. Der Vergleich vermittelt dem Leser, dass das innerste Selbst des Stadtbewohners aufgrund der fehlenden Privatsphäre bloßgelegt wird.
Im Gegensatz hierzu verdeutlicht der Vergleich in Vers 12 („wie stumm in abgeschloßner Höhle“) wie der Städter in seinem Innersten fühlt. Er fühlt sich wie gefangen in einer abgeschlossenen Höhle.
Eine gewichtige Antithetik wird deutlich, wenn man das zweite Terzett (vierte Strophe) dem ersten (dritte Strophe) gegenüberstellt. Das erste Terzett behandelt eine Art von – wenn auch unerwünschter – Nähe, das zweite die vollkommene Isolation des Individuums „in abgeschloßner Höhle“ (V. 12). Doch bereits innerhalb des ersten Terzetts lässt sich ein anthitetisches Moment erkennen, denn das „Teilnehmen“ (V. 10) ist nicht im Sinne von „Anteilnehmen“ zu verstehen, sondern ganz im Gegenteil: Niemand nimmt Anteil, wenn ein isolierter Mensch zu weinen beginnt. Antithetisch arbeitete Wolfenstein auch, als er die Wörter „nah“ (V. 1) und „alleine“ (V. 14) einander gegenüberstellte, indem er das eine Wort an den Beginn des Gedichts stellte und das andere an das Ende. Durch diese Gegenüberstellung bewirkte er, dass die Widersprüchlichkeit der beiden Wörter besonders hervorgehoben wird.
In der letzten Strophe des Gedichts betont der Autor auf besonders einprägsame Weise noch einmal die Einsamkeit der Stadtbewohner. Dies gelingt ihm unter anderem durch die neuerliche Verwendung von Alliterationen in den Versen 13 („unberührt und ungeschaut“) und 14 („fern und fühlt“), also durch das absichtliche Wiederholen der Anfangsbuchstaben aufeinanderfolgender Wörter.
Beim letzten Vers des Gedichts handelt es sich um einen grammatikalisch unvollständigen Satz, eine sog. Ellipse. Das Wort „sich“, das leicht ergänzbar ist, wurde ausgelassen, um das zentrale Thema der Einsamkeit besonders hervorzuheben. Dies geschieht zusätzlich durch die Verwendung eines Doppelpunktes, der das letzte Wort des Gedichts „alleine“ (V. 14) abtrennt und betont.

## Unterschiede der beiden Gedichtfassungen
Die beiden Fassungen des Gedichts weichen nur geringfügig voneinander ab. Wolfenstein hat kleine Verbesserungen, aber keine tiefgreifenden Veränderungen vorgenommen. Ungereimtheiten wie die doppelte Verwendung der Worte „dicht“ in der ersten Strophe verschwinden. In der letzten Strophe wird das Wort „still“ durch „stumm“ ersetzt. Stummheit als Zustand völligen Unvermögens zur Artikulation mittels Lautsprache ist deutlich besser geeignet, ein abgeschlossenes Individuum darzustellen, als ein möglicherweise nur temporär stilles Subjekt. Formal fällt auf, dass der 13. Vers in der ursprünglichen Fassung entsprechend den übrigen Versen als 5-hebiger Trochäus gestaltet ist, erst in der Neufassung findet sich in diesem Vers ein 4-hebiges Versmaß. Die Metapher „ihre nahen Blicke baden Ineinander“ (V. 7 – 8) weicht in der Neufassung dem Oxymoron „wo die Blicke eng ausladen“ (V. 7, ausladen betont auf dem hinteren A wegen des Reimes). Auf metaphorische Weise berichtet das lyrische Ich der ersten Fassung, wie sich die Menschen gegenseitig beäugen. Durch die Übertragung des Wortes „baden“ aus dem Bereich des Schwimmens bzw. der Körperpflege in den Bereich der Sinneswahrnehmung wird beim Leser unbewusst Erstaunen hervorgerufen und zum Nachdenken angeregt. Trotz dieser Wirkungsweise entschied sich Wolfenstein für die noch effektivere Verwendung eines Oxymorons.

## Wolfensteins Gefühl der Großstadt
Wolfenstein war in seinem gesamten Schaffen vom Gefühl der Großstadt beherrscht. Dies bringt er auch in seinem handschriftlichen Lebenslauf von 1921 zum Ausdruck:
„Ich kam – auf dem Lande und dann in der kleinen Stadt Dessau aufgewachsen – nach Berlin, achtzehnjährig. Berlin wurde der eine Stachel für den großen Zwiespalt zwischen Menschenzuneigung und Einsamkeit, der andere ist mein Judentum.“
„Die Stadt dann, die Baumeisterin des Menschen hat mich gelehrt, was man lernt. Ich stieg mit einigen ihrer dicken Fesselballons, die mit dem Gas einer nicht zu hochfliegenden Gemeinsamkeit angefüllt sind. Oben schwankte es von unrichtiger Pathetik (vom Wollen des Möglichen). Unten liefen die Ströme herum ohne Meer. So die Ringstraße, gleich dem alten Okeanos ahnungslos und um die eigene erste Welt, mündet jeder. Meine Dichtung, in ihren kindlichen Elementen mit Peitschen empfangen, hat dort zu kämpfen begonnen.“